# Ngày giỗ

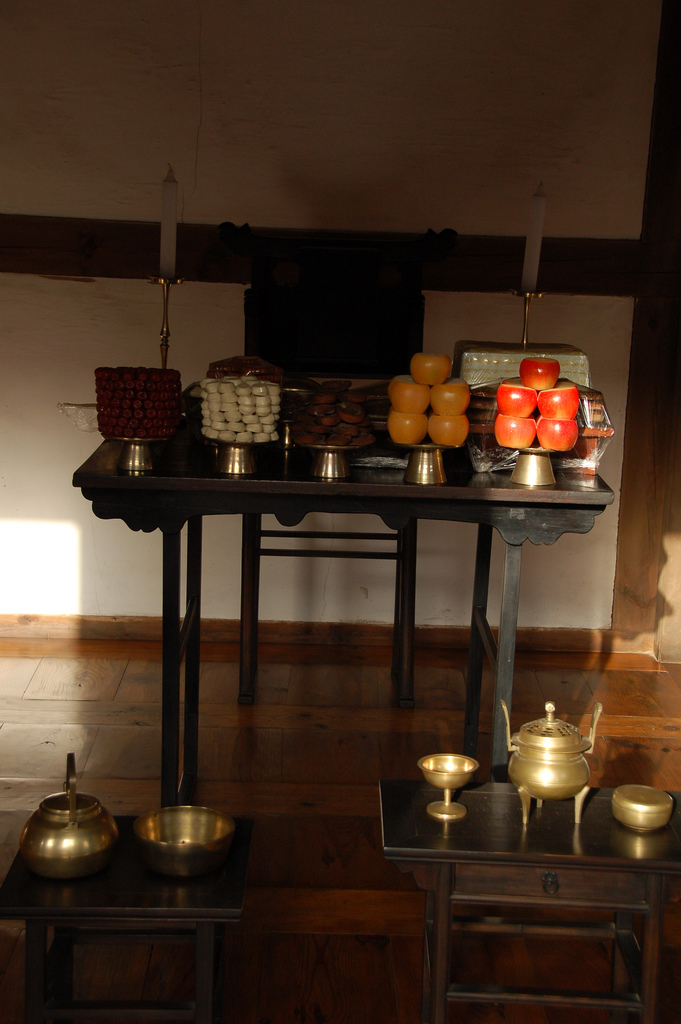
Một jesasang (제 siêu âm), nghĩa đen là "bàn kỷ niệm ngày giỗ" - một bảng được sử dụng trong các nghi lễ kỷ niệm ngày giỗ của Hàn Quốc

Ngày giỗ là ngày kỷ niệm về cái chết của một con người. Nó trái ngược với sinh nhật. Đó là một phong tục ở một số nền văn hóa châu Á, bao gồm Armenia, Campuchia, Trung Quốc, Georgia, Hồng Kông, Đài Loan, Ấn Độ, Myanmar, Iran, Israel, Nhật Bản, Bangladesh, Hàn Quốc, Nepal, Pakistan, Philippines, Nga, Sri Lanka và Việt Nam, cũng như ở những nơi khác có dân số Trung Quốc, Nhật Bản, Do Thái, Hàn Quốc và Việt Nam chiếm đa số, để theo dõi ngày kỷ niệm mà một thành viên gia đình hoặc cá nhân quan trọng khác qua đời. Ngoài ra còn có các dịch vụ tưởng niệm tương tự được tổ chức tại các khoảng thời gian khác nhau, chẳng hạn như mỗi tuần.
Mặc dù chủ yếu là một biểu hiện của thờ cúng tổ tiên, truyền thống này cũng đã được liên kết với Nho giáo và Phật giáo (trong các nền văn minh văn hóa Đông Á) hoặc Ấn Độ giáo và Phật giáo (Nam Á nhưng chủ yếu ở Ấn Độ, Nepal và Sri Lanka và Đông Nam Á). Trong Do Thái giáo (tôn giáo đa số của Israel), một kỷ niệm như vậy được gọi là yahrtzeit (trong số các thuật ngữ khác). Lễ kỷ niệm đại chúng để tưởng nhớ người thân vào hoặc gần ngày giỗ của họ cũng là một phần của truyền thống Công giáo La Mã. 